# 伯克縣 (北卡羅萊納州)
伯克县（英語：Burke County）是位於美國北卡羅萊納州西部的一個縣。面積1,334平方公里。根據美國2000年人口普查估計，共有人口89,148人。縣治摩根頓。
成立於1777年4月8日。縣名紀念州長湯瑪斯·伯克或反對印花稅法，以保守主義著稱的英國國會議員愛德蒙·伯克。